# Milang
Milang är en ort i Australien. Den ligger i kommunen Alexandrina och delstaten South Australia, omkring 63 kilometer sydost om delstatshuvudstaden Adelaide. Antalet invånare är 510.
Trakten runt Milang är nära nog obefolkad, med mindre än två invånare per kvadratkilometer.. Närmaste större samhälle är Strathalbyn, omkring 18 kilometer nordväst om Milang. Genomsnittlig årsnederbörd är 513 millimeter. Den regnigaste månaden är juni, med i genomsnitt 86 mm nederbörd, och den torraste är december, med 16 mm nederbörd.